# Pentathlon moderno ai Giochi della XXXII Olimpiade - Gara femminile
La competizione del pentathlon moderno femminile dei Giochi della XXXII Olimpiade si è svolta il 5 e 6 agosto 2021 a Tokyo presso l'Musashino Forest Sport Plaza (scherma) e il Tokyo Stadium (nuoto, equitazione, tiro a segno e corsa).

## Programma
Gi orari sono indicati in Japan Standard Time (UTC+9)
| Data          | Ora   | Evento                  |
| ------------- | ----- | ----------------------- |
| 5 agosto 2021 | 13:00 | Scherma (Ranking Round) |
| 6 agosto 2021 | 14:30 | Nuoto                   |
| 6 agosto 2021 | 15:45 | Scherma (Bonus Round)   |
| 6 agosto 2021 | 17:15 | Equitazione             |
| 6 agosto 2021 | 19:30 | Evento combinato        |

## Risultati
Legenda
♦ Il miglior risultato di ciascun evento è evidenziato in giallo e contrassegnato con il simbolo del diamante.
| Class   | Atleta                | Paese         | Nuoto Tempo (p.) | Scherma RR+BR Vittorie (p.) | Equitazione Tempo (p.) | Evento combinato Tempo (p.) | Totale  |
| ------- | --------------------- | ------------- | ---------------- | --------------------------- | ---------------------- | --------------------------- | ------- |
| Oro     | Kate French           | Gran Bretagna | 2:10.18 (290)    | 20+1 (221)                  | 86.26 (294)            | 12:00.34 (580)              | 1385 OR |
| Argento | Laura Asadauskaitė    | Lituania      | 2:17.21 (276)    | 15+2 (192)                  | 77.09 (300)♦           | 11:38.37 (602)♦             | 1370    |
| Bronzo  | Sarolta Kovács        | Ungheria      | 2:07.71 (295)    | 20+1 (221)                  | 77.19 (293)            | 12:21.42 (559)              | 1368    |
| 4       | Alice Sotero          | Italia        | 2:07.88 (295)    | 21+1 (227)                  | 81.35 (285)            | 12:24.38 (556)              | 1363    |
| 5       | İlke Özyüksel         | Turchia       | 2:15.89 (279)    | 14+1 (185)                  | 79.40 (293)            | 11:47.64 (593)              | 1350    |
| 6       | Élodie Clouvel        | Francia       | 2:07.51 (295)    | 16+0 (196)                  | 74.08 (293)            | 12:17.78 (563)              | 1347    |
| 7       | Gintarė Venčkauskaitė | Lituania      | 2:18.37 (274)    | 12+1 (173)                  | 72.74 (300)♦           | 11:44.37 (596)              | 1343    |
| 8       | Anastasija Prakapenka | Bielorussia   | 2:25.01 (260)    | 18+0 (208)                  | 83.49 (283)            | 11:49.38 (591)              | 1342    |
| 9       | Uliana Batashova      | ROC           | 2:11.14 (288)    | 23+1 (239)                  | 77.61 (293)            | 12:59.27 (521)              | 1341    |
| 10      | Marie Oteiza          | Francia       | 2:10.15 (290)    | 19+1 (215)                  | 87.70 (293)            | 12:44.75 (536)              | 1334    |
| 11      | Kim Se-hee            | Corea del Sud | 2:16.36 (278)    | 24+2 (246)                  | 76.09 (286)            | 13:00.70 (520)              | 1330    |
| 12      | Michelle Gulyás       | Ungheria      | 2:07.48 (296)    | 20+0 (220)                  | 103.90 (243)           | 12:14.76 (566)              | 1325    |
| 13      | Elena Potapenko       | Kazakistan    | 2:13.99 (283)    | 20+2 (222)                  | 84.19 (289)            | 12:52.37 (528)              | 1322    |
| 14      | Jo Muir               | Gran Bretagna | 2:14.52 (281)    | 13+1 (179)                  | 78.81 (293)            | 12:15.13 (565)              | 1318    |
| 15      | Mayan Oliver          | Messico       | 2:24.16 (262)    | 16+0 (196)                  | 76.62 (293)            | 12:21.48 (559)              | 1310    |
| 16      | Mariana Arceo         | Messico       | 2:16.65 (277)    | 15+4 (184)                  | 70.61 (293)            | 12:32.16 (548)              | 1302    |
| 17      | Kim Sun-woo           | Corea del Sud | 2:12.87 (285)    | 19+0 (214)                  | 82.26 (284)            | 13:07.80 (513)              | 1296    |
| 18      | Volha Silkina         | Bielorussia   | 2:15.22 (280)    | 21+0 (217)                  | 89.07 (274)            | 12:59.81 (521)              | 1292    |
| 19      | Haydy Morsy           | Egitto        | 2:24.35 (262)    | 20+0 (221)                  | 80.91 (293)            | 13:07.69 (513)              | 1289    |
| 20      | Anna Maliszewska      | Polonia       | 2:17.23 (276)    | 18+0 (208)                  | 112.27 (234)           | 12:15.02 (565)              | 1283    |
| 21      | Samantha Schultz      | Stati Uniti   | 2:15.78 (279)    | 9+1 (155)                   | 84.37 (289)            | 12:25.56 (555)              | 1278    |
| 22      | Zhang Xiaonan         | Cina          | 2:21.44 (268)    | 19+0 (204)                  | 76.22 (293)            | 13:10.16 (510)              | 1275    |
| 23      | Rena Shimazu          | Giappone      | 2:10.65 (289)    | 14+0 (184)                  | 90.72 (252)            | 12:34.40 (546)              | 1271    |
| 24      | Natalya Coyle         | Irlanda       | 2:13.88 (283)    | 23+1 (239)                  | 109.81 (234)           | 13:08.51 (512)              | 1268    |
| 25      | Zhang Mingyu          | Cina          | 2:15.23 (280)    | 16+3 (199)                  | 75.69 (286)            | 13:17.67 (503)              | 1268    |
| 26      | Leydi Moya            | Cuba          | 2:17.96 (275)    | 15+1 (191)                  | 89.20 (291)            | 13:16.65 (504)              | 1261    |
| 27      | Marina Carrier        | Australia     | 2:17.35 (276)    | 18+0 (208)                  | 84.73 (296)            | 13:43.86 (477)              | 1257    |
| 28      | Rebecca Langrehr      | Germania      | 2:17.38 (276)    | 20+1 (221)                  | 116.17 (220)           | 12:49.26 (531)              | 1248    |
| 29      | Amira Kandil          | Egitto        | 2:15.14 (280)    | 18+1 (199)                  | 99.78 (250)            | 13:28.34 (492)              | 1221    |
| 30      | Alise Fakhrutdinova   | Uzbekistan    | 2:16.45 (278)    | 16+0 (196)                  | 117.93 (226)           | 13:55.66 (465)              | 1165    |
| 31      | Annika Schleu         | Germania      | 2:16.99 (277)    | 29+0 (274)♦                 | EL (0)                 | 12:43.20 (537)              | 1088    |
| 32      | Gulnaz Gubaydullina   | ROC           | 2:07.31 (296)♦   | 14+0 (184)                  | EL (0)                 | 12:07.58 (573)              | 1053    |
| 33      | Elena Micheli         | Italia        | 2:09.22 (292)    | 17+6 (208)                  | EL (0)                 | 12:31.91 (549)              | 1049    |
| 34      | Natsumi Takamiya      | Giappone      | 2:11.54 (287)    | 14+1 (185)                  | EL (0)                 | 13:07.72 (513)              | 985     |
| 35      | Marcela Cuaspud       | Ecuador       | 2:27.91 (255)    | 4+0 (124)                   | EL (0)                 | 13:39.94 (481)              | 860     |
| 36      | Maria Iêda Guimarães  | Brasile       | 2:32.16 (246)    | 14+0 (184)                  | EL (0)                 | dnf (0)                     | 430     |